# Bulletin hispanique
Bulletin hispanique es una revista científica, revisada por pares, francesa publicada desde 1899, vinculada a estudios hispánicos.

## Historia
Fundada en 1899 por nombres como los de Georges Cirot, Ernest Mérimée, Alfred Morel-Fatio, Pierre Paris, Georges Radet o Pierre Imbart de la Tour, en sus orígenes fue rival de la Revue hispanique. La Real Academia Española le concedió el Premio de la Fundación Nieto López en 1981. Está editada en la actualidad por la Universidad Michel de Montaigne Bordeaux III.